# Онежская группа говоров
Оне́жская гру́ппа го́воров — говоры севернорусского наречия, распространённые в южной части Карелии, в северо-западной части Вологодской области и в северо-восточной части Ленинградской области вокруг Онежского озера. Говоры Онежской группы являются частью межзональных говоров северного наречия наряду с лачскими и белозерско-бежецкими говорами, на территории которых отмечается взаимопересечение изоглосс диалектных объединений западной локализации — западной и северо-западной диалектных зон, а также Ладого-Тихвинской группы говоров, и восточной локализации — северо-восточной диалектной зоны, а также Вологодской и Костромской групп говоров. Онежские говоры выделены в самостоятельную группу в пределах межзональных говоров, вместе с тем пучок изоглосс, выделяющий область распространения Онежской группы образуется небольшим числом диалектных черт в отличие от пучков изоглосс основных групп говоров, размещённых внутри ареалов диалектных зон.
Говоры Онежской группы распространены в северо-западной части севернорусского ареала, в их языковую характеристику входят диалектные черты севернорусского наречия и северной диалектной зоны, черты, общие для межзональных говоров северного наречия. Языковые явления диалектных зон (кроме северной) и соседних групп говоров распределены по территории онежских говоров неравномерно, а некоторые из них в Прионежье совсем отсутствует.
К наиболее ярким языковым чертам онежских говоров относятся такие, как вокализм первого предударного слога после мягких согласных, при котором в соответствии /е/, /ĕ/, /а/ произносятся перед твёрдыми согласными: гласные [е] (реже [о], [а] и [еа]) — на месте /е/, [е] — на месте /ĕ/ и [а] — на месте /а/; перед мягкими согласными: гласные [е] (реже [и], [а] и [еа]) — на месте /е/, [и] наряду с [е] — на месте /ĕ/ и [а] — на месте /а/; наличие окончания -ей у существительных в форме творительного падежа множественного с окончанием -а под ударением (с’остр[э́й]); формы именительного падежа множественного числа с суффиксом -j- и окончанием -а (йа́м'[йа], бере́з'[йа], же́рд'[йа]); формы творительного падежа множественного числа имён с окончанием -ма или, реже, -мы (за дома́[ма], за дома́[мы]); формы глаголов 3-го лица без окончания -т (нес'[о́], пи́ш[е]) распространение слов: заго́ска «кукушка»; му́кает, муря́ндает «мычит» (о корове); пора́то «очень» и т. д.

## Вопросы классификации
| Классификация: - Русский язык - Севернорусское наречие - Межзональные говоры Онежская группа говоров говоры на карте говоров севернорусского наречия (При нажатии на изображение территории какой-либо группы говоров будет осуществлён переход на соответствующую статью) |

Выделенная в составе севернорусского наречия на диалектологической карте русского языка 1964 года Онежская группа говоров по своим очертаниям приблизительно совпадает с областью распространения Олонецкой группы говоров северновеликорусского наречия на диалектологической карте 1914 года. Отличием Олонецкой группы от Онежской являются расширение территории олонецких говоров на север и запад в районы говоров позднего формирования, не картографированных при составлении диалектологического атласа русского языка, и на восток — на часть территории современных лачских говоров, а также включение северо-восточных районов Западной группы северновеликорусского наречия в состав современной Онежской группы.
Авторами диалектного членения русского языка 1964 года К. Ф. Захаровой и В. Г. Орловой подчёркивается особое положение Онежской группы говоров в сравнении с другими группами говоров севернорусского наречия, называемыми «основными» (Ладого-Тихвинской, Вологодской и Костромской). В отличие от основных групп говоров, которые размещены внутри диалектных зон и выделяются пучками со сравнительно большим числом изоглосс Онежская группа говоров находится на территории взаимопересечения изоглосс территориально противоположных диалектных зон и отчасти основных групп говоров (на территории межзональных говоров северного наречия), а пучок изоглосс, ограничивающий ареал Онежской группы, характеризуется небольшим числом диалектных черт. Если наличие определённого комплекса местных диалектных черт позволило выделить онежские говоры как самостоятельную группу, то остальные межзональные говоры (лачские и белозерско-бежецкие), характеризующиеся небольшим числом неравномерно распространённых собственных диалектных черт, целостных групп говоров не образуют.

## Особенности говоров
Языковой комплекс онежских говоров состоит из:
- большей части диалектных черт северного наречия;
- всех черт северной диалектной зоны[2];
- бо́льшей части черт западной диалектной зоны;
- черт I пучка северо-западной диалектной зоны;
- отдельных черт I пучка северо-восточной диалектной зоны;
- всех черт межзональных говоров северного наречия, включая черты северной части ареала межзональных говоров;
- определённого круга черт Вологодской группы говоров;
- небольшого числа местных, характерных только для Онежской группы, диалектных черт;
- некоторых черт, характерных для говоров за пределами северного наречия, в частности, черт юго-западной диалектной зоны.

### Севернорусские диалектные черты
К числу черт северного наречия, распространённых в говорах Онежской группы, относятся такие основные диалектные черты, как:
1. Полное оканье — различение гласных неверхнего подъёма после твёрдых согласных в первом и втором предударном слоге, а также в заударных слогах: д[о]мá, м[о]локо́, нáд[о]; д[а]вáй, д[а]л’око́, о́кн[а] и т. п.[14][15][16];
2. Смычное образование звонкой задненёбной фонемы /г/ и её чередование с /к/ в конце слова и слога: но[г]á — но[к], бер’о[г]у́с’ — бер’о́[к]с’а и т. п.[17][18][19];
3. Отсутствие /j/ в интервокальном положении, явления ассимиляции и стяжения в сочетаниях гласных у глаголов и прилагательных: дêл[а]т, зн[а]т, ум[é]т; но́в[а], молод[а́], но́в[ы], молод[ы́], но́в[у], молод[у́] и т. п.
4. Наличие сочетания мм в соответствии сочетанию бм: о[мм]áн, о[мм]éн и т. п.[20][21][22]
5. Наличие у существительных женского рода с окончанием -а и твёрдой основой в форме родительного падежа единственного числа окончания -ы.
6. Распространение слов о́зимь, о́зима «всходы ржи»; ора́ть «пахать» наряду со словом паха́ть[23]; зы́бка «подвешиваемая к потолку колыбель»[3]; ковш, ко́вшик; квашня́, квашо́нка[24]; бре́зговать; сковоро́дник «приспособление для вынимания сковороды из печи»[3]; пого́да в значении «плохая погода» и другие слова и диалектные черты.

### Черты северной диалектной зоны
Из черт северной диалектной зоны распространены такие черты, как:
1. Произношение с мягкими согласными н'  и с'  прилагательных с суффиксами -ск-: же́[н']ский, ру́[с']ский и т. п.
2. Склонение существительного сосна с постоянным ударением на основе: со́сны, со́сну, со́сна.
3. Распространение безличных предложений с главным членом — страдательным причастием и объектом в форме винительного падежа: всю карто́шку съе́дено.
4. Употребление именительного падежа существительных женского рода с окончанием -а в качестве прямого дополнения при инфинитиве: пошёл ко́сить трава́, копа́ть карто́шка и т. д.
5. Распространение конструкций с повторяющимся словом да при однородных членах предложения: прополо́ли карто́шку да, све́клу да, лук да.
6. Распространение слов: паха́ть «подметать пол»; жи́то «ячмень»; ципля́тница, ципляту́ха, ципляти́ха «наседка»; баско́й, ба́ский, баско́, баса́ «красивый», «красиво», «красота» и другие слова и диалектные черты.

### Черты западной диалектной зоны
К чертам западной диалектной зоны, распространённым в говорах Онежской группы, относят такие, как:
1. Формы местоимений 3-го лица с начальным /j/: [йо]н, [йо]на́, [йо]но́, [йо]ны́, из которых наиболее последовательно распространена форма [йо]н.
2. Распространение форм местоимений 3-го лица множественного числа он[ы́], йон[ы́] с окончанием -ы.
3. Наличие /j/ в основе в формах указательных местоимений: т[а́йа] «та» — т[у́йу] «ту», т[о́йе] «то», т[ы́йи] «те»[25].
4. Образование существительных с суффиксом -ак: сêд[а́к] «седок», ход[а́к] «ходок» и т. п.
5. Употребление деепричастий прошедшего времени в качестве сказуемого: по́езд ушо́вши и т. п.[26] и другие диалектные черты.

### Черты северо-западной диалектной зоны
В онежских говорах распространены черты северо-западной диалектной зоны I пучка изоглосс, ареалы которых наиболее продвинуты к северу:
1. Произношение слов со вторым гласным после плавного: ве́р[е]х или вер'[о́]х «верх», сто́л[о]б или стол[о́]б «столб».
2. Формы дательного и предложного падежа единственного числа с окончанием -и (-ы) у существительных женского рода на -а с твёрдой и мягкой основой: к земл[и́], к жон[ы́], на рук[и́] и т. п.
3. Местоимение весь в форме именительного падежа множественного числа — вси.
4. Наличие страдательно-безличного оборота с субъектом действия, выраженным сочетанием предлога у с именем в родительном падеже единственного числа: у меня́ воды́ прине́сено, у меня́ коро́ву подо́ено, у меня́ дрова́ принесён и т. п.[26]
5. Распространение следующих слов: при́вязь, при́уз «цеп»[27], лоньша́к, лоньши́на, лоша́к «жеребёнок по второму году», упря́жка «период работы без перерыва» и т. д.

### Черты северо-восточной диалектной зоны
В онежских говорах отмечаются некоторые черты северо-восточной диалектной зоны I пучка изоглосс, ареалы которых распространены в северо-западном направлении дальше ареалов остальных диалектных черт:
1. Исключительное распространение форм инфинитива с суффиксом -ти глаголов типа нести́, везти́, идти́ в отличие от распространённых на других территориях форм типа нест’, везт’, итти́т’ или иди́т’ наряду с нести́, везти́, идти́.
2. Употребление форм инфинитивов с конечным ударным -и от основ на задненёбный согласный: печи́, стеречи́ или пекчи́, пекти́, стерегчи́, стерегти́ и т. п.
3. Распространение словоформы пла́тиш с ударным а́ в основе в отличие от других территорий, на которых отмечается словоформа плати́ш (с безударной основой) или сочетание словоформ пла́тиш и пло́тиш.

### Черты межзональных говоров
Говоры Онежской группы характеризуются диалектными чертами, общими для всех межзональных говоров северного наречия:
1. Замена /ф/ на х, хв, более последовательно распространённая, чем в говорах Вологодской группы: тор[х], ко́[х]та, [хв]акт и т. п.
2. Произношение [ф] в соответствии сочетанию хв: [ф]ост, [ф]о́йа и т. п.
3. Особенности в произношении слов о́болоко (с полногласным сочетанием), ди́вер’ (с гласным и под ударением) и т. д.
4. Формы родительного падежа множественного числа с окончанием -ей от существительных с основой на ц, распространённые более последовательно и лексически неограниченно, чем в вологодских говорах: огурц[е́й], пал’ц[е́й] и т. п.
5. Распространение форм 2-го лица единственного числа даси́ и йеси́ от глаголов дать и есть.
6. Распространение слов кропа́ть, закропа́ть, прикропа́ть «класть заплату»; рвать «теребить» (о льне); ря́вгает, ня́вгает «мяукает» (о кошке); ула́ндает «воет» (о волке) и другие слова и диалектные черты.

Особенностью северной части ареала межзональных говоров, включающего онежские и лачские говоры, является наличие таких диалектных черт, как:
1. Произношение слова беседа с гласным о под ударением: бес’[о́]да.
2. Формы родительного падежа единственного числа прилагательных и местоимений мужского и среднего рода с окончаниями -ого, -его: но́во[г]о, си́н’о[г]о и т. п., отмечаемые в этой части севернорусского ареала наиболее последовательно.

### Вологодские диалектные черты
Ряд диалектных черт связывает онежские говоры с вологодскими:
1. Употребление губных спирантов северо-восточного типа — [в] перед гласными, чередующееся с [w] в конце слова и слога: тра́[в]а, пра́[w]да, ла́[w]ка, дро[w] и т. п. Звук [w] чуть менее вокальный, чем схожий с ним звук [ў], распространённый в юго-западной диалектной зоне (на слух [w] и [ў] почти не различаются). Наличие фонемы /ф/ в заимствованных словах в части говоров, которая не соотносится и не образует пары с фонемой /в/ (/w/). В некоторых говорах /ф/ может заменяться на [х], [хв].
2. Употребление пары смычно-проходных боковых согласных [l] (перед гласными непереднего ряда) и [л’] (перед гласными непереднего и переднего ряда): [l]о́шад’ «лошадь», [л']а́мка «лямка», [л']од «лёд» и т. п. Чередование /l/ с /w/ в конце слова и слога: па́[w]ка «палка», упа́[w] «упал» и т. п.
3. Употребление одной аффрикаты [ц’] (мягкое цоканье): [ц’]ай — у́ли[ц’]а «чай» — «улица»[28]. Данное диалектное явление связывает онежские говоры как с вологодскими[29], так и большим числом остальных говоров севернорусского наречия: с поморскими, лачскими, восточными белозерскими, восточными костромскими[30][31], а также с генетически связанными с севернорусскими вятскими, сибирскими и другими говорами территории позднего заселения[32].
4. Особенности в произношении некоторых слов: мо́[в]нийа «молния»; д[и]ра́ «дыра»; по́м[л’]у «помню»; вопросительных местоимений что как [шч’]о или [шт’]о и когда как ко[вды́] или ко[лды́] с гласным ы́ под ударением; [д’о́]ржим «держим»; [л’о́]шш «лещ» и т. д.
5. Наличие форм сравнительной степени прилагательных типа доб[р’а́]йе, ско[р’а́]йе и т. п.

### Местные диалектные черты
1. Формы существительных мать и дочь в именительном падеже единственного числа — ма́ти, до́чи и в винительном падеже единственного числа — ма́тер’, до́чер’. Нерегулярное распространение сосуществующих форм именительного падежа ма́ти, до́чи и ма́тер’, до́чер’ при форме винительного падежа ма́тер’, до́чер’ отмечается в говорах Вологодской группы.
2. Склонение существительных типа мышь по мужскому типу.
3. Наличие окончания -ей в форме творительного падежа единственного числа существительных с окончанием -а под ударением и основой на твёрдый согласный: с’остр[э́й].
4. Рассеянное распространение словоформы в именительном падеже множественного числа до́мы.
5. Распространение форм творительного падежа множественного числа имён с окончанием -ма, реже -мы: с худы́ма рука́ма, с худы́мы рука́мы.